# 복권위원회
복권위원회(福券委員會, Korea Lottery Commission, 약칭: 복권위, KLC)는 복권의 발행, 관리, 판매, 복권 수익금의 배분, 사용 등에 관한 업무를 수행하는 대한민국 기획재정부의 소속기관이다. 2004년 4월 1일 출범하였으며, 세종특별자치시 갈매로 477 정부세종청사 4동 3층, 복권위원회 서울사무소 서울특별시 종로구 세종대로 210 정부서울청사 5동 8층에 위치하고 있다. 위원장은 기획재정부 장관이 지명하는 기획재정부 차관이 겸임한다.

## 설치 근거 및 소관 업무

2016년까지 사용된 복권위원회 로고

### 설치 근거
- 「복권 및 복권기금법」 제13조제1항[4]

### 소관 업무
- 복권정책의 수립에 관한 사항
- 복권의 종류, 액면가액, 총발행금액, 발행조건 및 당첨금의 지급방법에 따른 구체적 내용 등에 관한 사항
- 연간복권발행계획서의 심의·조정 등에 관한 사항
- 복권발행업무의 위탁 및 재위탁에 관한 사항
- 복권의 등위별 당첨금 및 당첨금 비율 등에 관한 사항
- 복권유통비용에 관한 사항
- 복권수익금의 배분 및 사용에 관한 사항
- 복권기금의 운용·관리에 관한 기본정책에 관한 사항
- 「복권 및 복권기금법」 제24조에 따른 복권수익금 사용계획서의 심의·조정 등에 관한 사항
- 「복권 및 복권기금법」 제27조에 따른 복권기금운용계획안의 수립·변경 등에 관한 사항
- 복권의 판매 및 광고규제에 관한 사항
- 최종 구매자 및 청소년 보호에 관한 사항
- 그 밖에 복권의 발행·관리 및 판매 등에 관하여 「복권 및 복권기금법 시행령」으로 정하는 사항

## 연혁
- 2004년 4월 1일: 국무총리 직속 기관으로 복권위원회를 설치.[5]
- 2008년 2월 29일: 기획재정부 소속으로 변경.[6]

## 구성
- 위원은 위원장 1명을 포함하여 25명 이내로 구성된다.[7]
  - 관계 부처[8]의 고위공무원단에 속하는 일반직 공무원
  - 기획재정부 장관이 임명 혹은 위촉하는 사람[9]
- 기획재정부 장관이 지명하는 기획재정부 차관은 위원장을 겸임한다.
- 위원의 임기는 2년이며, 한 차례 연임이 가능하다.[10]

## 조직

### 위원
| 직위     | 성명   | 비고                             |
| -------- | ------ | -------------------------------- |
| 위원장   | 임기근 | 기획재정부 제2차관이 겸임        |
| 민간위원 | 박정수 | 이화여대학교 행정학과 교수       |
| 민간위원 | 정환   | 법무법인 광장 대표변호사         |
| 민간위원 | 강문경 | 법무법인 세종 대표변호사         |
| 민간위원 | 이상윤 | 조달연구원장                     |
| 민간위원 | 정지연 | 한국소비자연맹 사무총장          |
| 민간위원 | 백혜진 | 한양대학교 광고홍보학 교수       |
| 민간위원 | 김준기 | 서울대학교 행정대학원 교수       |
| 민간위원 | 양진옥 | 굿네이버스 미래재단 대표         |
| 민간위원 | 하윤희 | 고려대학교 에너지환경대학원 교수 |
| 민간위원 | 이아영 | 강원대학교 회계학과 교수         |
| 민간위원 | 이은정 | 한양대학교 경영학부 교수         |
| 민간위원 | 유재은 | 스페셜 스페이스 대표             |

### 하부조직
사무처
- 복권총괄과[12]
- 발행관리과[12]
- 기금사업과[12]

## 같이 보기
- 대한민국의 기획재정부 차관 (복권위원회 위원장 겸임)
- 나눔로또 6/45
- 연금복권520